# Distretto di Hammam Dhalaa
Il distretto di Hammam Dhalaa è un distretto della Provincia di M'Sila, in Algeria.

## Comuni
Il distretto di Hammam Dalaa comprende 4 comuni:
- Hammam Dhalaa
- Tarmount
- Ouled Mansour
- Ouanougha